# Mirai (malware)
Mirai es un malware de la familia de las botnets destinada a infectar los equipos conformantes del Internet de las cosas (IoT). El objetivo principal de este malware es la infección de routers y cámaras IP, usando estos para realizar ataques de tipo DDoS. La botnet Mirai ha sido utilizada en algunos de los ataques del tipo DDoS más grandes y bruscos de la historia, dentro de los que se incluyen el realizado al sitio web de Brian Krebs, y al proveedor Dyn en octubre de 2016.
El funcionamiento de Mirai es conocido gracias a la publicación de su código fuente en varios foros de hacking, lo que ha permitido que sus técnicas sean adaptadas a otros proyectos.
Mirai escanea continuamente los dispositivos enlazados a IoT y los infecta accediendo mediante telnet con las credenciales de acceso que vienen por defecto, cargando su código malicioso en la memoria principal del dispositivo, de esta forma queda infectado hasta que es reiniciado. Mirai incluye una tabla de máscaras de red a las cuales no infecta, dentro de las que se encuentran redes privadas y direcciones pertenecientes al Servicio Postal de los Estados Unidos, el Departamento de Defensa, IANA, Hewlett-Packard y General Electric.

## Autores
Los autores ya sentenciados a servicio comunitario fueron Paras Jha Fanwood de 22 años en New Jersey,  Josiah White de 21 en Washington y Dalton Norman de Metairie según el sitio web de uno de los atacados krebsonsecurity.com